# Василевский сельский совет (Каховский район)
Василевский сельский совет (укр. Василівська сільська рада) — упразднённая административная единица в составе
Каховского района
Херсонской области
Украины.
Административный центр сельского совета находился в 
с. Василевка
.

## История
- 1953 — дата образования.

## Населённые пункты совета
- с. Василевка
- с. Камышанка
- с. Лукьяновка
- с. Софиевка